# Holy Cross Abbey
Holy Cross Abbey (irisch Mainistir na Croise Naofa; Sancta Crux) ist eine ehemalige Zisterzienserabtei im County Tipperary im heutigen Irland. Es liegt rund sieben Kilometer südlich von Thurles an der Straße nach Cashel und am Ufer des Flusses Suir im County Tipperary.

## Geschichte

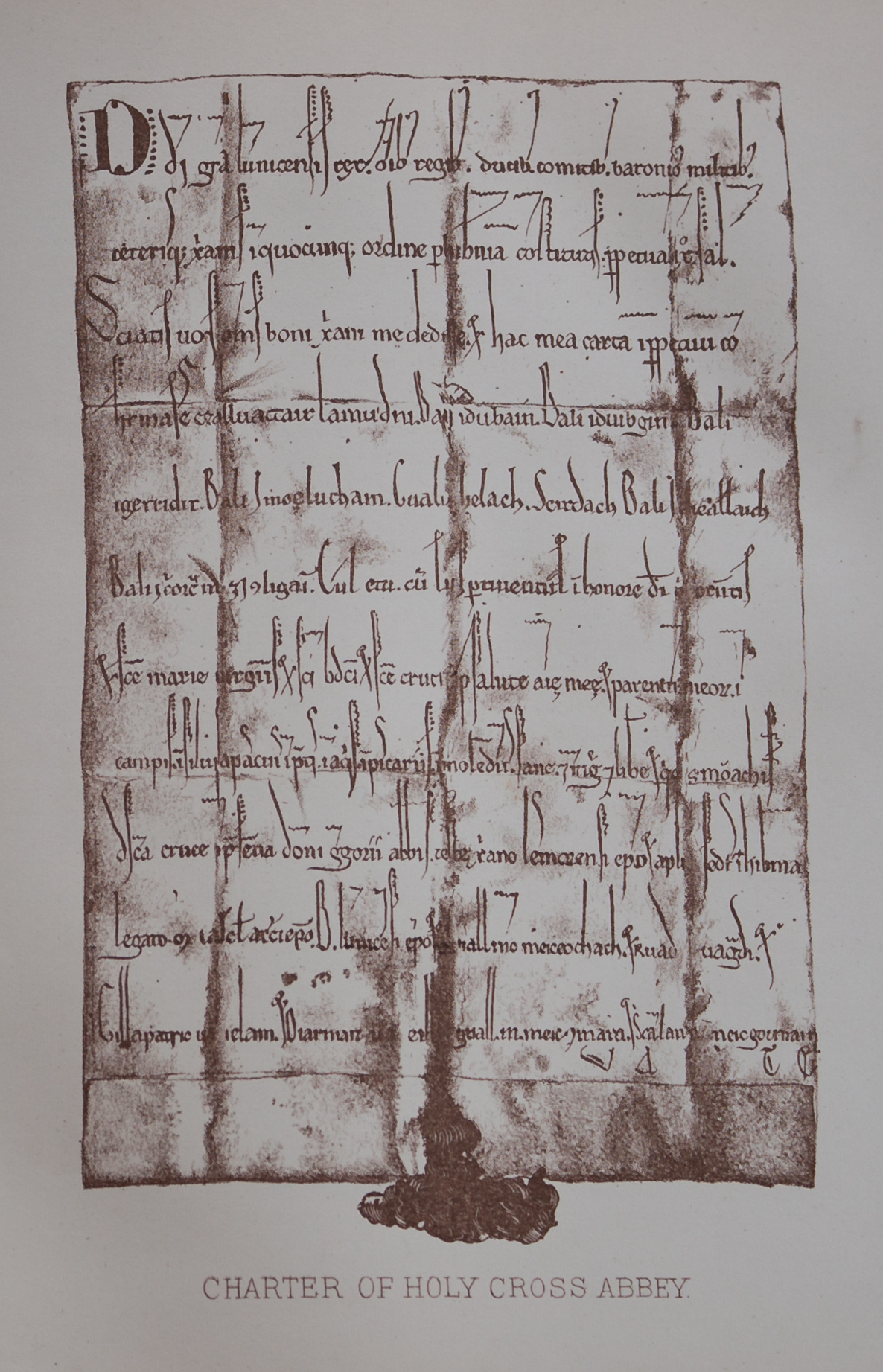
Stiftungsurkunde aus dem 12. Jhd.

Das Kloster wurde 1180 (vermutlich am Standort eines 1169 errichteten Benediktinerklosters) von Donal Mór O’Brien († 1194), dem König von Thomond, als Aufbewahrungsort für eine Kreuzreliquie, die Papst Paschalis II. seinem Vater Murtogh O’Brien im Jahr 1110 überlassen hatte (nach anderen Angaben wurde die Kreuzreliquie erst 1233 von Isabella von Angoulême um 1233 nach Irland gebracht), begründet. Als Tochterkloster von Monasteranenagh Abbey (Nenay Abbey) gehörte es der Filiation der Primarabtei Clairvaux an.

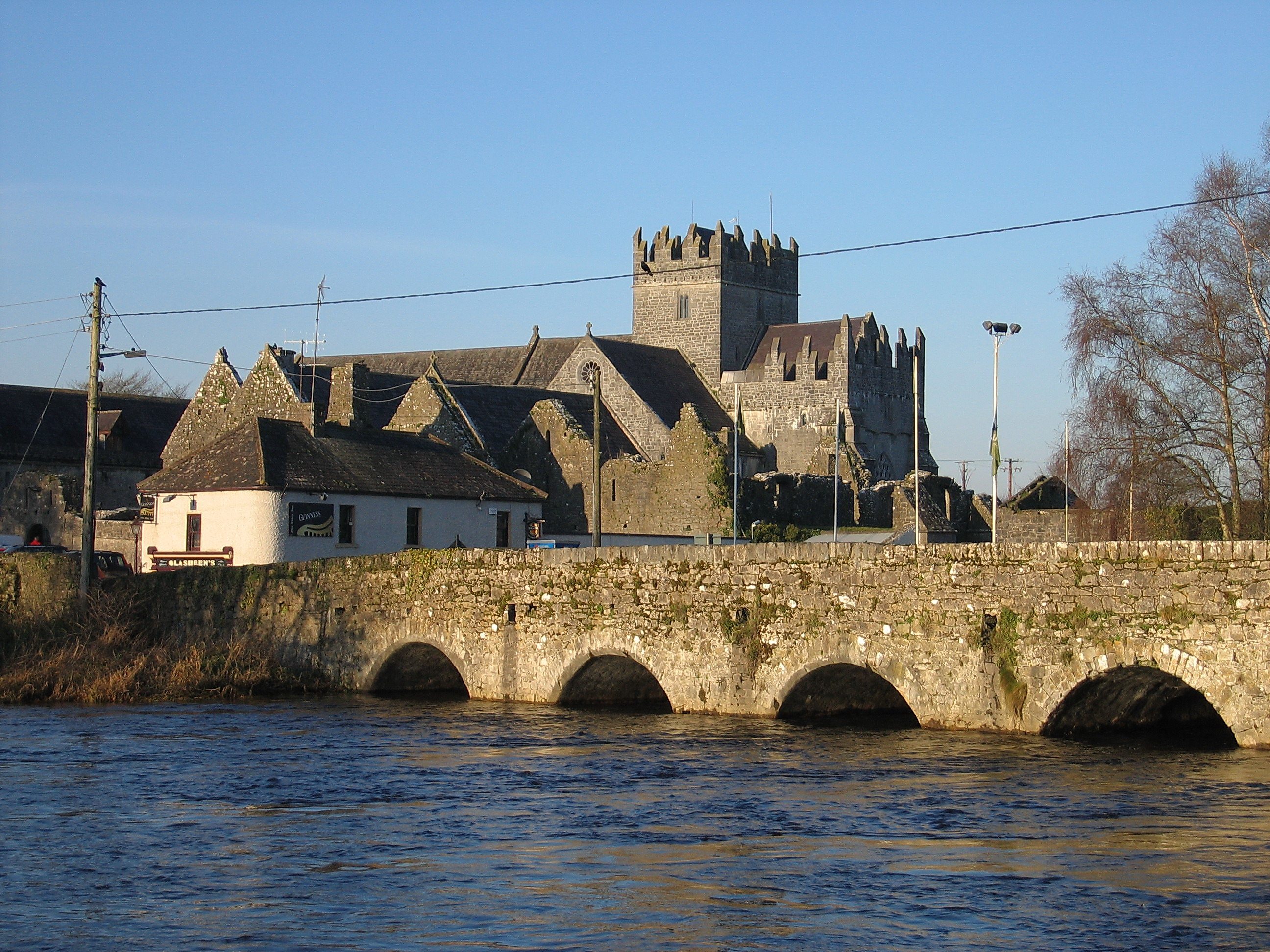
Die Abtei über den Suir gesehen

Das Kloster wurde zu einer bedeutenden Pilgerstätte. Es wurde im 14. Jahrhundert umgebaut und vergrößert. Nach seiner Auflösung im Jahr 1536 blieben die Gebäude erhalten und im Jahr 1601 soll Hugh Roe O’Donnell das Kloster besucht haben. 1632 soll die Kreuzreliquie zum letzten Mal ausgestellt worden sein. Der Kreuzpartikel gelangte schließlich in das Ursulinenkloster in Cork. Nach 1632 verfiel die Abtei, die 1880 zum Nationaldenkmal erklärt wurde. Nach 1969 wurde die Abtei restauriert und erhielt aus Rom einen neuen Kreuzpartikel.

## Bauten und Anlage
Die kreuzförmige Kirche fällt durch ihre ungewöhnlichen Fenster im Westen und Osten wie auch am Südquerhaus auf. Das Hauptschiff gehört dem Übergangsstil an. Das Südquerhaus weist zwei Ostkapellen, davon eine mit einem bemerkenswerten Gewölbe, auf, die durch einen Durchgang getrennt sind, dessen Dach von zwei gedrehten Säulen getragen wird, und möglicherweise der Aufstellungsort der Kreuzreliquie war. Auch das Nordquerhaus mit schwachen Spuren einer Ausmalung verfügt über zwei Ostkapellen. Die Vierung trägt (wie bei den meisten irischen Zisterzienserklöstern) einen quadratischen Turm. Die plastische Ausgestaltung des Chors ist dank der Haltbarkeit des örtlichen Kalksteins gut erhalten. Im Chor steht auch ein Denkmal aus dem 14. Jahrhundert, genannt „Tomb of the Good Woman’s Son“. Die Klausur liegt südlich der Kirche, mit Cellarium und Dormitorium im Westen und Sakristei, Kapitelsaal und Parlatorium im Osten.

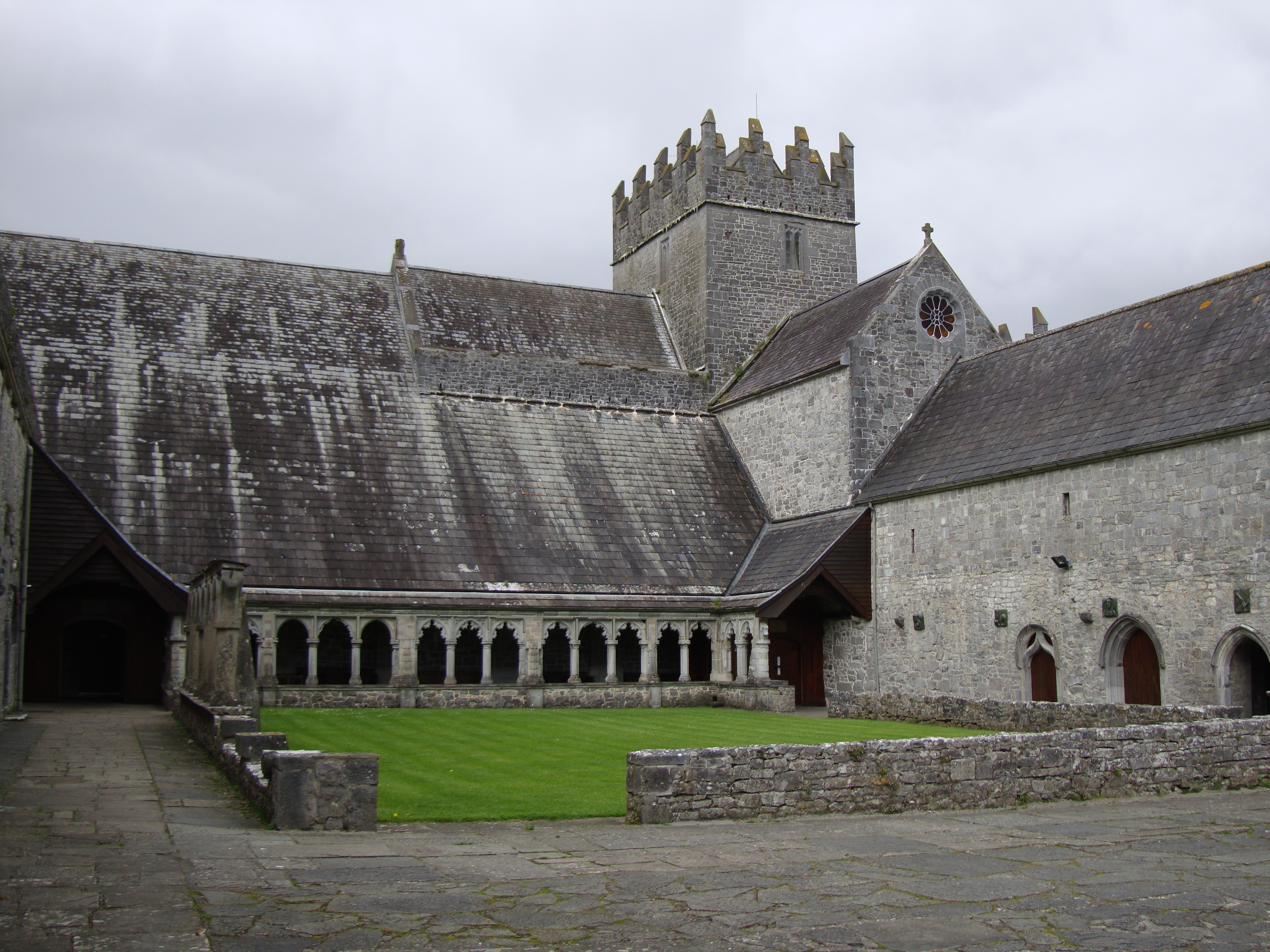
Innenhof mit Kreuzgang
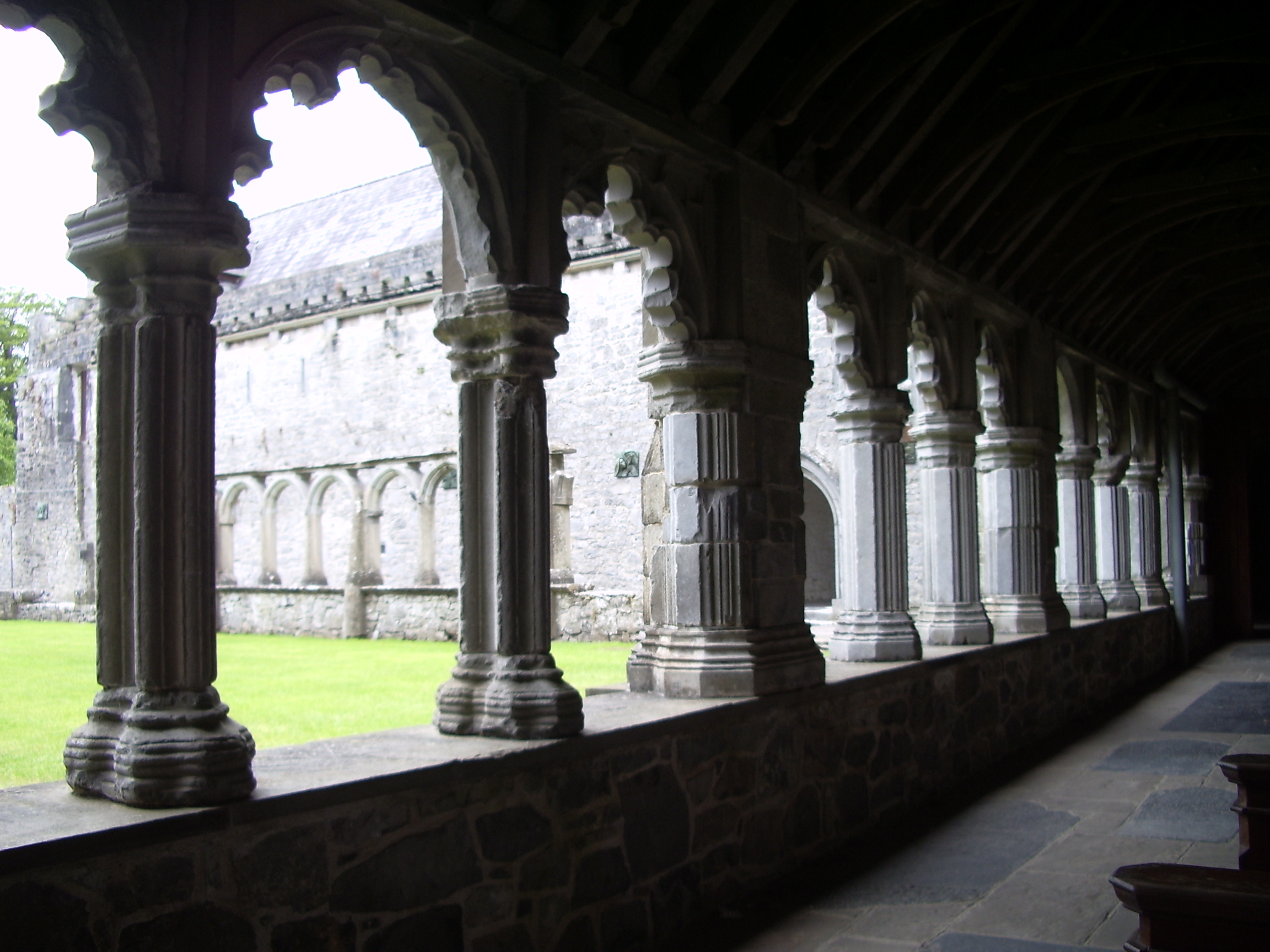
Flügel des Kreuzgangs
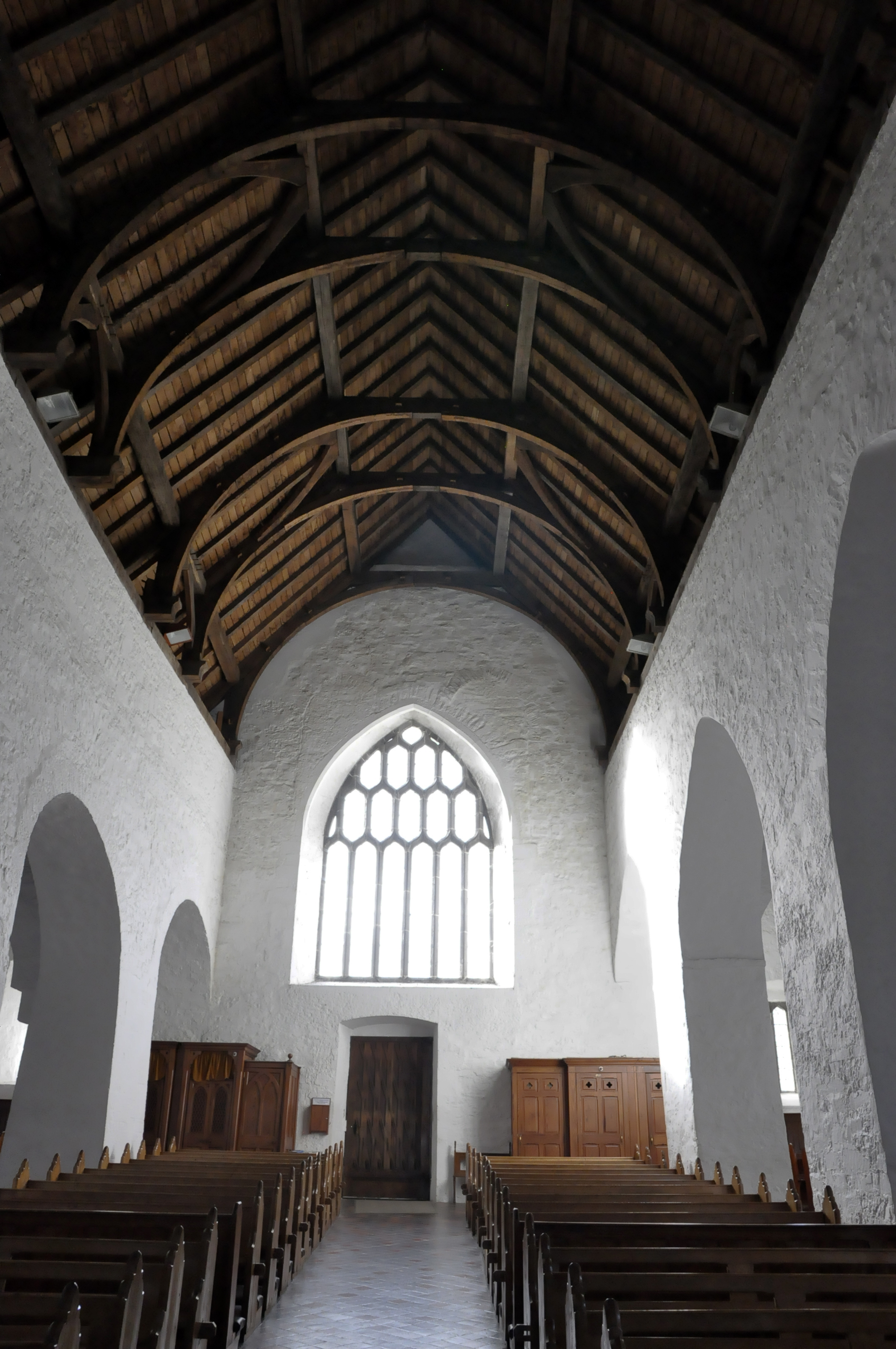
Holzdecke und -boden im Langhaus
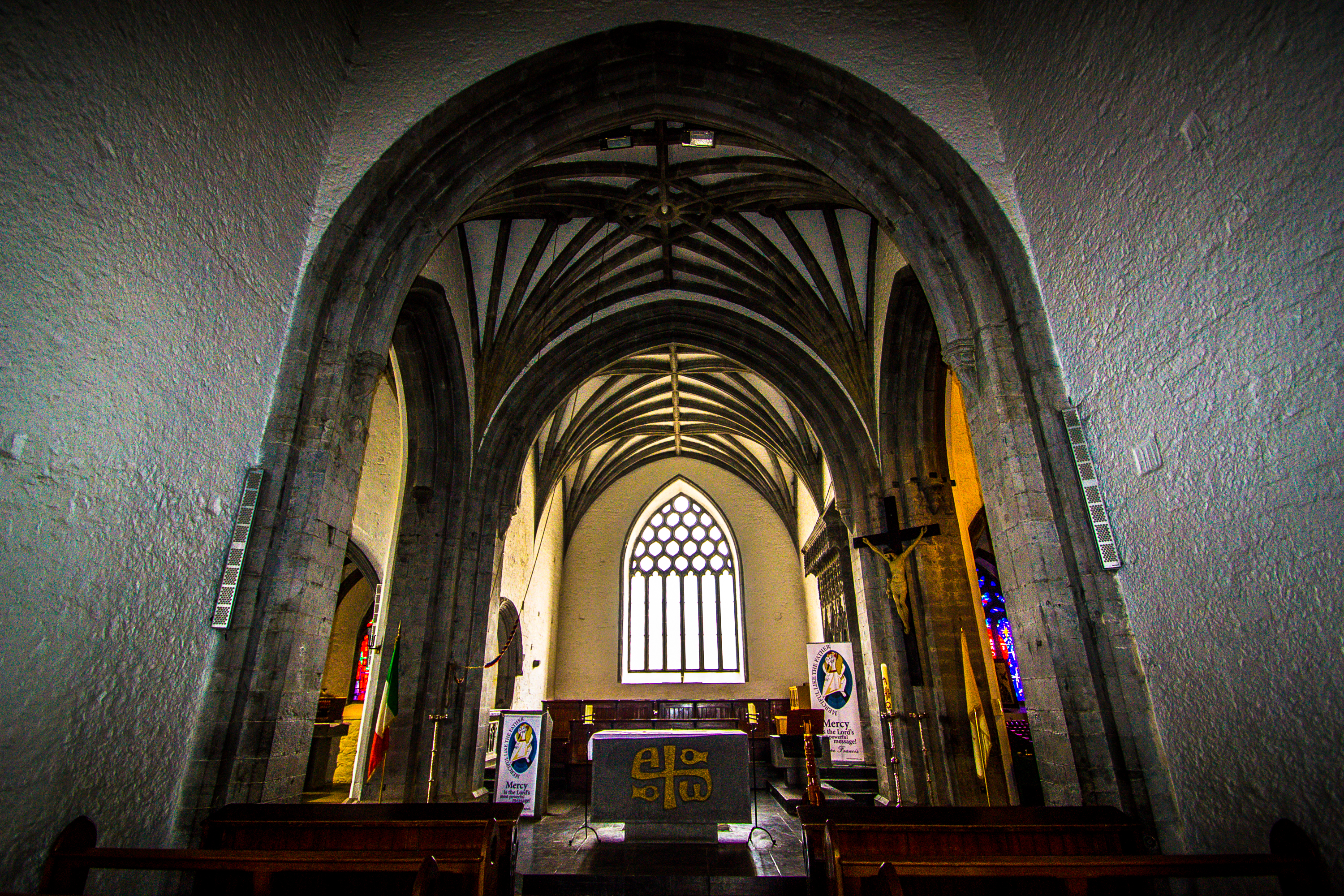
Steingewölbe in Vierung und Chor
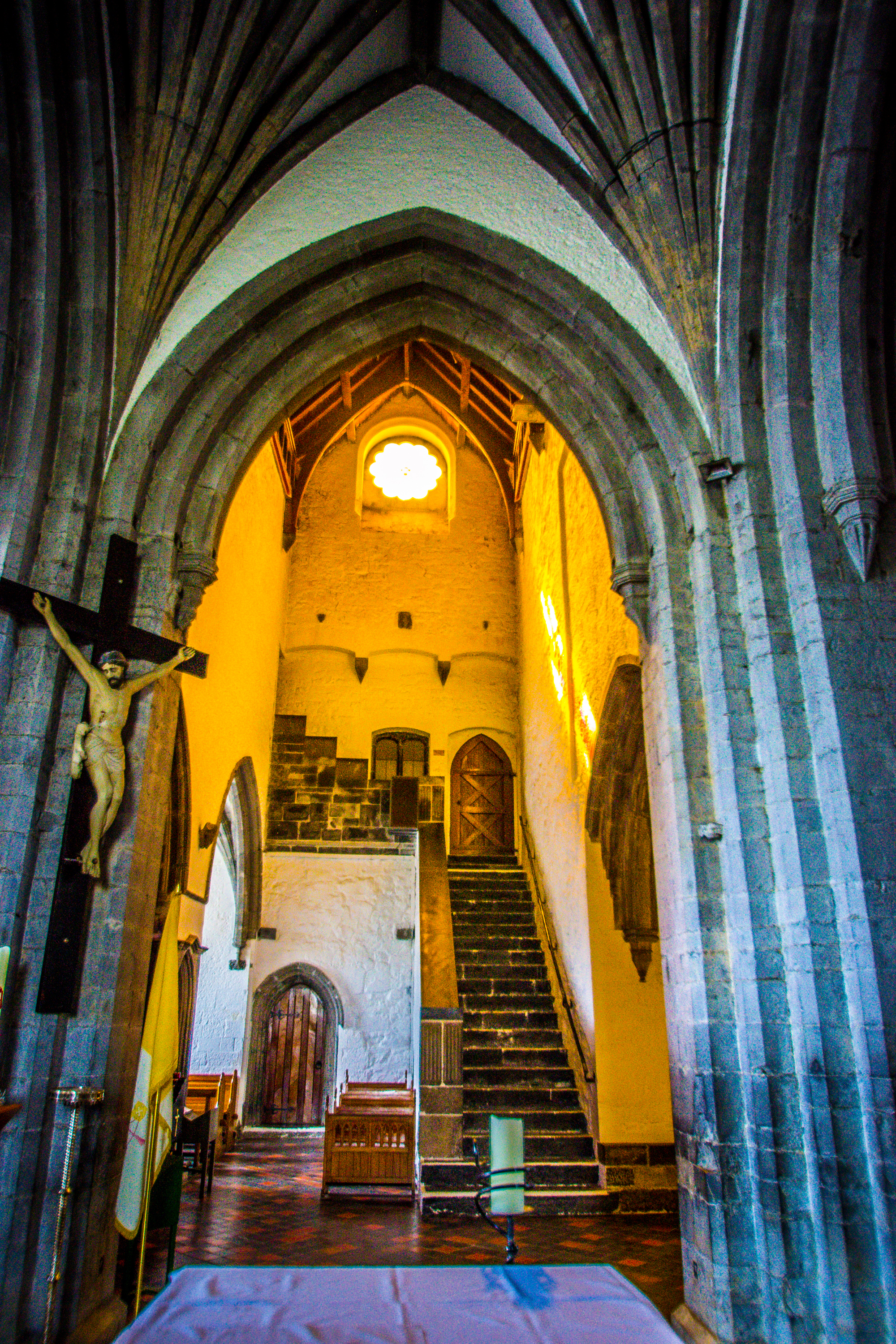
Aufgang im Querschiff